# Sing-song girls

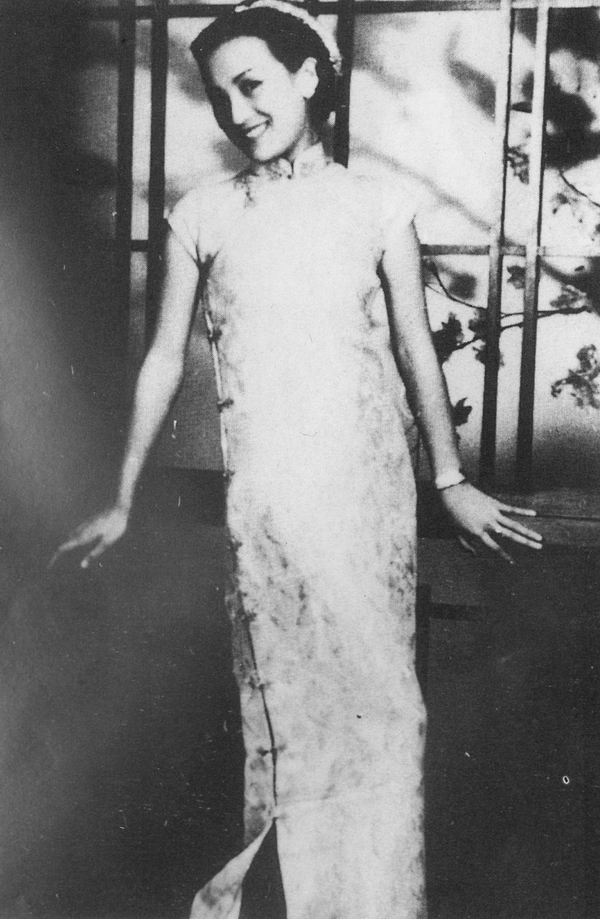
Zhou Xuan, quien interpretó a la cantante en la película "El fin del mundo"; años 1930.

Sing-song girls (también conocidas como flower girls) es un término inglés para las cortesanas en la China del siglo XIX.

## Origen
Antes de la fundación de la China moderna en 1912, el concubinato era legal. En la tradición china, los varones portaban el apellido y el patrimonio familiar después del matrimonio. Para asegurarse de que herederos varones serían engendrados, los hombres casados de clase alta podían tener aparte de la propia esposa, una o dos concubinas, a veces incluso más tantas como pudiera sostener económicamente
La costumbre podía ser invocada sin el consentimiento de la esposa: la acción del marido era protegida por la ley. Las concubinas vivían con la familia junto con la esposa e hijos. Un hombre podía tomar a una cortesana como concubina. Muchas cortesanas se esmeraban en atraer posibles esposos, esperando poder convertirse en esposas secundarias.

## Terminología
Viajeros occidentales en la China del siglo XIX cuando supieron de las cortesanas no sabían como denominarlas ya que no estaban clasificadas como prostitutas. Por ello surgió el término sing-song girls, chicas cantantes.
Hay otra versión del origen. Según la obra maestra escrita en 1892 por Han Banqing Sing-Song Girls of Shangai, también conocida como Flowers of Shangai, la gente de Shanghái llamaba a las mujeres que actuaban como cantantes y músicas "xian sheng" en lengua Wu. El término se pronunciaba como el inglés "sing-song" y las mujeres jóvenes siempre cantaban para atraer a los clientes; así que los occidentales empezaron a llamarlas así. La palabra sian sang en este caso era un término cortés para referirse a un artista.

## Sus vidas
Las Sing-Song Girls habitualmente eran vendidas por sus padres pobres y entrenadas desde la niñez para entretener a los clientes varones mediante compañía, canto y baile en las casas de canto. Algunas no incluían servicios sexuales, pero la mayoría sí. Generalmente eran vistas como amantes y no prostitutas. Las sing-song girls no llevaban ningún maquillaje ni atuendo característicos. Normalmente vestían el qipao de Shanghái, similar al de las mujeres de clase alta. A menudo ofrecían actuaciones amateurs de ópera china para sus clientes llevando el traje chino tradicional de ópera para actuar ante pequeños grupos. Las chicas tenían uno o varios patrocinadores varones casados o no para pagar sus deudas familiares o personales y para sostener su alto nivel de vida. Muchas sing-song girls se acababan casando con su patrocinador para empezar una vida libre.

## Clases de chicas cantantes
Entre ellas había varias clases de intérpretes, según su calidad y habilidad. Con el tiempo, fueron evolucionando, de una clase a cuatro y finalmente consolidándose en dos antes de volverse obsoletas con la Revolución Cultural:
- Shuyu - La clase más alta eran las Shuyu (recitadoras) que rastreaban sus orígenes profesionales a las épocas más antiguas imperiales. Estaban especializadas en diversiones cultivadas como cantar, recitar y escribir poesía, tocar instrumentos e interpretar ópera. Además, eran escogidas por su belleza, entrenadas en conversación sofisticada y conocidas por sus ropas extravagantes. No se enfatizaban los servicios sexuales sino su arte. Con el tiempo, las artistas shuyu acabaron sustituidas por las prostitutas changsan debido a su renuencia a ofrecer servicios sexuales.[2]
- Changsan - Las Changsan ("tres largos") eran la clase más alta de prostitutas. El término procedía de que originalmente cobraban tres yuanes por la compañía y tres más por pasar la noche. Mantenían la clase y arte similar a las shuyu, pero se enfocaban más claramente al servicio sexual. Aun así, obtener su compañía íntima requería un período más o menos largo de elaborado cortejo. Sin embargo, tales relaciones tampoco eran permanentes ni monógamas.[2]
- Yao'er - Las Yao'er ("uno dos") eran la categoría inferior a la changsan. El nombre se debía a que tradicionalmente cobraban un yuan por el entretenimiento y dos por la compañía. Originalmente había una clase intermedia llamada Ersan ("dos tres") pero acabaron siendo consideradas Changsan y englobadas como tales. Aunque las prostitutas yao'er eran vistas como más bajas que las changsan, también se centraban en el entretenimiento así como los servicios sexuales. Pero cobraban menos que las changsan, y consiguientemente su belleza, canto, y actuaciones no eran de tanta calidad.[2]

## Clases inferiores de prostitutas
Debajo, se encontraban las que ofrecían tan solo servicios sexuales. Donde algunas sing-song girls trabajaban por elección, las mujeres explotadas en los escalones más bajos del mercado sexual estaban allí como resultado de haber sido vendidas, hipotecadas, secuestradas o forzadas a prostituirse (Estas no incluían a las masajistas y bailarinas en alquiler, que ofrecían servicios sexuales a tiempo parcial.)
- "Cerdo salado" - Estas prostitutas se albergaban en los burdeles comunes para la clase media y obrera. Estos eran vulgarmente llamados tiendas "de cerdo salado" por la semejanza entre las mujeres que vendían sus cuerpos y la venta de esa carne, la más común y barata. A diferencia de las cortesanas, estas mujeres únicamente ofrecían servicios sexuales.[2]
- "Faisanes" - La siguiente clase de  prostitutas eran las prostitutas callejeras. Denominadas "faisanes" por sus vestidos coloridos y hábito de recorrer las calles en busca de clientes. Al estar en la calle, tenían poca protección contra la policía y los matones, dejándolas doblemente en riesgo de arresto o agresión. Un ejemplo de esto puede verse en la película muda de 1934 La diosa (神女).[3] La mayoría de las "faisanes" pertenecían a burdeles y llevaban a sus clientes hasta ellos para ofrecer su servicio.[2]
- "Flores de humo", eran la clase más baja de prostitutas. Trabajaban en las "habitaciones de humo" como se denominaba a los fumaderos de opio, donde los clientes podían tener prostitutas mientras fumaban opio. Esta clase de prostitutas desapareció en 1949 con el inicio de la China comunista de Mao, que persiguió y prohibió el cultivo, distribución, venta y consumo de opio.[2]
- "Cubos de uñas" - En estos burdeles se atendía a los obreros menos cualificados, como los conductores de rickshaw.[2]

## Uso histórico del término
- El concepto surgió según lo registrado cuando los emperadores de la dinastía Han necesitaron proporcionar distracción femenina a las tropas.[1] En la antigua China, muchos términos fueron dados a estas artistas, como "gē jì" (literalmente, cantante artista femenina, cantante cortesana'), "gē jī" (belleza cantante ), "ōu zhě" (cantante ), etc.
- El término inglés data de 1891.
- Durante la década de 1930, Li Jinhui inició la industria de la música popular china con varias compañías musicales. Los grupos eran en su mayoría de mujeres jóvenes actuando y cantando. El término sing-song girls empezó entonces a caer en desuso y desapareció definitivamente cuando el Partido Comunista de China asoció la música pop como pornografía o música amarilla en la década de 1940.[4]

## Impacto cultural
En Shanghái, las sing-song girls formaron una parte única de la cultura de la ciudad, que, a su vez, incidió en la cultura de otras partes de China. Cuando Shanghái fue dividida en diferentes concesiones gobernadas libremente por múltiples partidos, hubo una mayor libertad para que las sing-song girls actuaran ante el ojo público sin repercusiones legales. Esto abrió la puerta, dejando que la cultura de entretenimiento a través de las cortesanas impactara en la cultura china más tradicional.
Mientras que incluso la clase más alta Changsan no podía huir de la ignominia de su asociación con el comercio sexual, en cierto modo, les dejaba alardear de una provocación que la tradición china conservadora no permitía. Los puntos de vista conservadores sostenían que una vez casada, una mujer no tenía ninguna necesidad de impresionar a nadie. Acorde con los ideales confucianos de virtudes domésticas como la modestia, el estándar de vestimenta femenina tendía a ocultar las formas, cubría del cuello a los pies y se usaban colores sobrios. Sin embargo, las cortesanas, eximidas de tales virtudes, solteras y perpetuamente cortejadas eran libres de explorar la alta moda, y adaptarla. Un ejemplo de esto puede ser visto en el qipao, el cual empezaron a usar desde finales del siglo XIX más ceñido, en colores vivos e incluso modelos sin mangas, o con ellas cortas y abiertos a cada lado hasta la rodilla.
En general, el hecho de que las sing song girls estuvieran centradas en el ocio y el entretenimiento las convirtió en iconos de la moda y el estilo. Por ejemplo, a menudo decoraban sus salones con caras decoraciones y comodidades modernas, al punto de que hay casos registrados de damas que se colaron en las casas de entretenimiento para echar un vistazo a la decoración y las modas y mantenerse al tanto. Además, el hecho de ser a menudo cortejadas por individuos prominentes de la sociedad les otorgaba interés, incluso notoriedad. Entonces se hizo habitual que las cortesanas más famosas fueran invitadas a acompañar públicamente a sus pretendientes permitiendo que ellas pudieran lucir su moda, pronto imitada por las mujeres honestas.
Las sing-song girls fueron los primeros individuos de la sociedad china en hacer uso de los medios de comunicación de masas. Desde finales del siglo XIX, algunas cortesanas empezaron a ofrecer sus servicios a través de retratos en foto y tarjetas de visita. Además, la generalización de los anuncios en carteles, revistas y postales con su uso de la figura femenina para anunciar todo tipo de productos, llevó a la circulación de imágenes de famosas sing-song girls mostradas como el estándar de la moda y la belleza.
En cierto modo, al menos en Shanghái, las cortesanas de más alto rango se convirtieron en las primeras celebridades modernas. Su fama procedía, no de sus virtudes o trabajo, sino de su asociación con la alta cultura y la última moda. Consiguientemente, utilizaron esa fama para continuar extendiendo los límites impuestos por la cultura conservadora tradicional en formas que popularizaron la tecnología moderna y mayor expresión de la sexualidad femenina.

## Ficción
- Las chicas cantantes fueron popularizadas por la novela publicada en 1892 por Han Bangqing titulada Sing-Song Girls of Shanghai (también conocida como Flores de Shanghai).
- Las chicas cantantes juegan una función menor en la novela de Isabel Allende Hija de la fortuna. Tao Chi'en dedica su trabajo a curar chicas enfermas – a pesar de que la mayoría acaba muriendo– porque es cuando están enfermas que puede sacarlas fuera de la casa bajo el pretexto de realizar "experimentos". Trata de ayudar a aquellas chicas que se recuperan para mejorar sus vidas de modo que ya no necesiten prostituirse.
- Allende también menciona a las sing-song girls en su libro Retrato en sepia.
- La novela de Amitav Ghosh River of Smoke, ambientada en las ciudades portuarias del sur de China, se refiere a las prostitutas de Cantón como "sing-song girls."